# ファッルハーバードの戦い
ファッルハーバードの戦い（ファッルハーバードのたたかい、英語：Battle of Farrukhabad）は、1804年11月14日にファッルハーバードにおいて、ホールカル家とイギリス東インド会社との間で行われた第二次マラーター戦争の戦いの一つ。

## 戦闘
1804年11月14日、 ヤシュワント・ラーオ・ホールカルはデリー包囲戦から体勢を立て直し、 ファッルハーバードでイギリス軍と戦闘を交わした。
だが、この戦いでもホールカル軍はイギリス軍に敗れ、大敗してしまった。ジェラルド・レイクの軍勢は敗走した軍勢を60マイル（97キロ）にわたって追撃したが、ヤシュワント・ラーオは何とか逃げることが出来た。